# Marguerite Durand (linguiste)
Pour les articles homonymes, voir Marguerite Durand et Durand.
Marguerite Durand est une linguiste et phonéticienne française, considérée comme pionnière, née le 22 avril 1904 à Paris où elle est morte le 10 février 1962. 

## Œuvre et carrière
Elle soutient ses deux thèses de doctorat ès-lettres en 1936, une sur la morphologie et la prononciation du genre en français dans la région parisienne (pour tenter de prouver que la quantité vocalique fait partie de l'expression du genre féminin en français parisien), et l'autre sur la durée des consonnes en français. Dans les deux elle met en place des enregistrements de différents locuteurs, localisés, et pour les analyser elle utilise les techniques nouvelles de phonétique instrumentale développées par l'Abbé Rousselot. Elle devient assistante à l'Institut de phonétique de Paris où elle mènera toute sa carrière d'enseignante et chercheuse. Elle est présidente de la Société de linguistique de Paris en 1961.
Bertil Malmberg qualifie sa mort inattendue en 1962 de perte non seulement pour l'Institut de Phonétique "et pour l'enseignement de la phonétique instrumentale à Paris, mais aussi pour la phonétique internationale" .

## Publications
- Études sur les phonèmes postérieurs dans une articulation parisienne, Revue de phonétique, tome 6, 1929, p. 241.
- Le Genre grammatical en français parlé à Paris et dans la région parisienne. Paris, d'Artrey, 1936.
- Étude expérimentale sur la durée des consonnes parisiennes. Paris, d'Artrey, 1936.
- Essai sur le vers de Boileau, Le Français moderne, VI, 1938, pp. 331-346;
- Le syndrome de désintégration phonétique dans l'aphasie, en collaboration avec André Ombredane et Théophile Alajouanine, Paris, Masson, 1939, 138 p.
- Essai sur la nature de la notion de durée vocalique, Travaux du Cercle linguistique de Prague, 1939, 43-50.
- Quelques observations sur un exemple de parisien rural, Le Français moderne, 1945, 13.83-91.
- Perception de durée dans les phrases rythmées, Journal de psychologie normale et pathologique, 1946, p. 305-321.
- Voyelles longues et voyelles brèves. Essai sur la nature de la quantité vocalique, Paris, Klincksieck, 1946.
- De quelques éliminations d'homonymes chez un enfant, Journal de psychologie normale et pathologique, 1949, p. 53-63.
- Le bon roi Dagobert, Le Français moderne, XVIII, 1950, p. 203-215
- L'œuvre dialectologique et phonétique de l'Abbé Rousselot, in Bulletin international de documentation linguistique, T. 1, N°1, 1952, Louvain : Centre international de dialectologie générale, pp. 245-253
- La phonétique, ses buts, ses domaines, Orbis, II, 1953, p. 213-224.
- La phonétique, sa portée, ses limites, Orbis, II, 1953. p. 494-501.
- Le langage enfantin. Conférences de l'Institut de linguistique de l'université de Paris XI, 1952-1953, Paris 1954, p. 83-98.
- Vision et audition dans la perception du langage, Journal de psychologie normale et pathologique, 1954, p. 458-463.
- La syllabe. Ses définitions. Sa nature, Orbis, III, 1954, p. 527-533.
- Ce que Racine penserait de notre prononciation, The French Review, vol. 24, n°1, oct. 1950, p. 47-52.
- De la formation des voyelles nasales,  Studia linguistica, VII, 1953, 33-53.
- La perception des consonnes occlusives, Studia linguistica, VIII, 1954, p. 110-112;
- De la perception des consonnes occlusives. Questions de sonorité, Word XII, 1956, p. 15-34.